# داوید سامویلوف
داوید سامویلوف (روسی: Давид Самойлов؛ ۱ ژوئن ۱۹۲۰ – ۲۳ فوریهٔ ۱۹۹۰) یکی از برجسته‌ترین شاعران نسل جنگ روسیه بود.
وی تحصیلات را در دانشکده فلسفه، ادبیات و تاریخ از سال ۱۹۳۸ تا ۱۹۴۱ گذراند، با شروع جنگ روسیه و فنلاند سعی کرد به‌عنوان داوطلب به جنگ برود اما پذیرفته نشد، در نهایت موفق شد در یک تیپ حفر خندق مشغول به خدمت شود، در آنجا به حصبه مبتلا شد و به سمرقند منتقل شد، پس از بهبودی در دانشکده علوم تربیتی تحصیل کرد. پس از آن وارد مدرسه افسران پیاده‌نظام شد و در سال ۱۹۴۲ از آن فارغ‌التحصیل شد و به جبهه ولخوف اعزام شد. او تا پایان جنگ در خدمت بود و چندین بار مجروح شد.
در نیمه دوم عمر به شهر پارنو و به نویسندگی مشغول شد و حتی شعرهای مخصوص پارنو منتشر کرد. داوید سامویلوف در کنار نویسندگی و شعر به ترجمه آثار نویسندگان استونی، چک، مجارستان و لهستان نیز پرداخت. وی همچنین برندهٔ جوایزی همچون نشان ستاره سرخ و جایزه دولتی اتحاد شوروی شده‌است.
سامویلوف در ۲۳ فوریه ۱۹۹۰ در تالین درگذشت و در پارنو به خاک سپرده شد.